# Campiña de Guadalajara

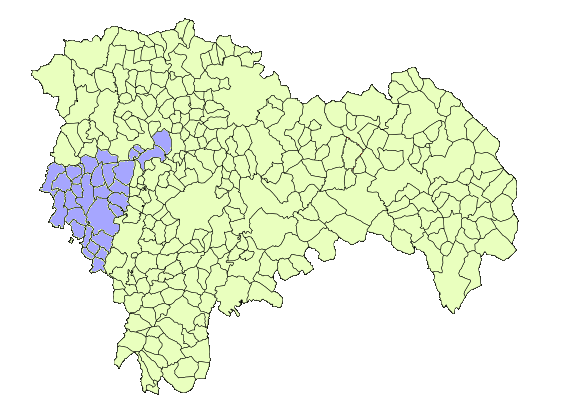
La Campiña de Guadalajara

La Campiña de Guadalajara es una comarca española que ocupa la parte centro-occidental de la provincia de Guadalajara (Castilla-La Mancha). Es la menor en extensión y la más baja en altitud —650 metros de altitud de media— de las comarcas en que se divide la provincia, pero también la más poblada y desarrollada económicamente, dada su cercanía a la capital provincial y a la Comunidad de Madrid. Está delimitada entre la margen derecha del curso medio del río Henares y el izquierdo del río Jarama.
Aunque puede considerarse como una comarca separada, sobre todo por la delimitación política, puede entenderse como una subcomarca de la más amplia Campiña del Henares, a la que pertenece también la Campiña de Alcalá, coincidente en rasgos físicos y económicos.
Azuqueca de Henares es la capital económica de la Campiña de Guadalajara, y ofrece gran variedad de servicios a los pueblos de alrededor. Toda la zona tiene un gran desarrollo industrial, que da trabajo a gran parte de la población de estos municipios. Las infraestructuras del transporte incluyen los principales ejes de ferrocarril y carretera (autopista R-2 y autovía A-2).
Su geografía física se caracteriza por ser una zona de amplias terrazas fluviales que conforman ricas campiñas en las que se cultivan cereales, hortalizas y frutales.
Las principales poblaciones enclavadas en esta comarca son:
- Alovera
- Azuqueca de Henares —ciudad más poblada de la comarca—
- Cabanillas del Campo
- El Casar
- Humanes
- Marchamalo
- Uceda
- Villanueva de la Torre
- Yunquera de Henares

Campiña de Guadalajara
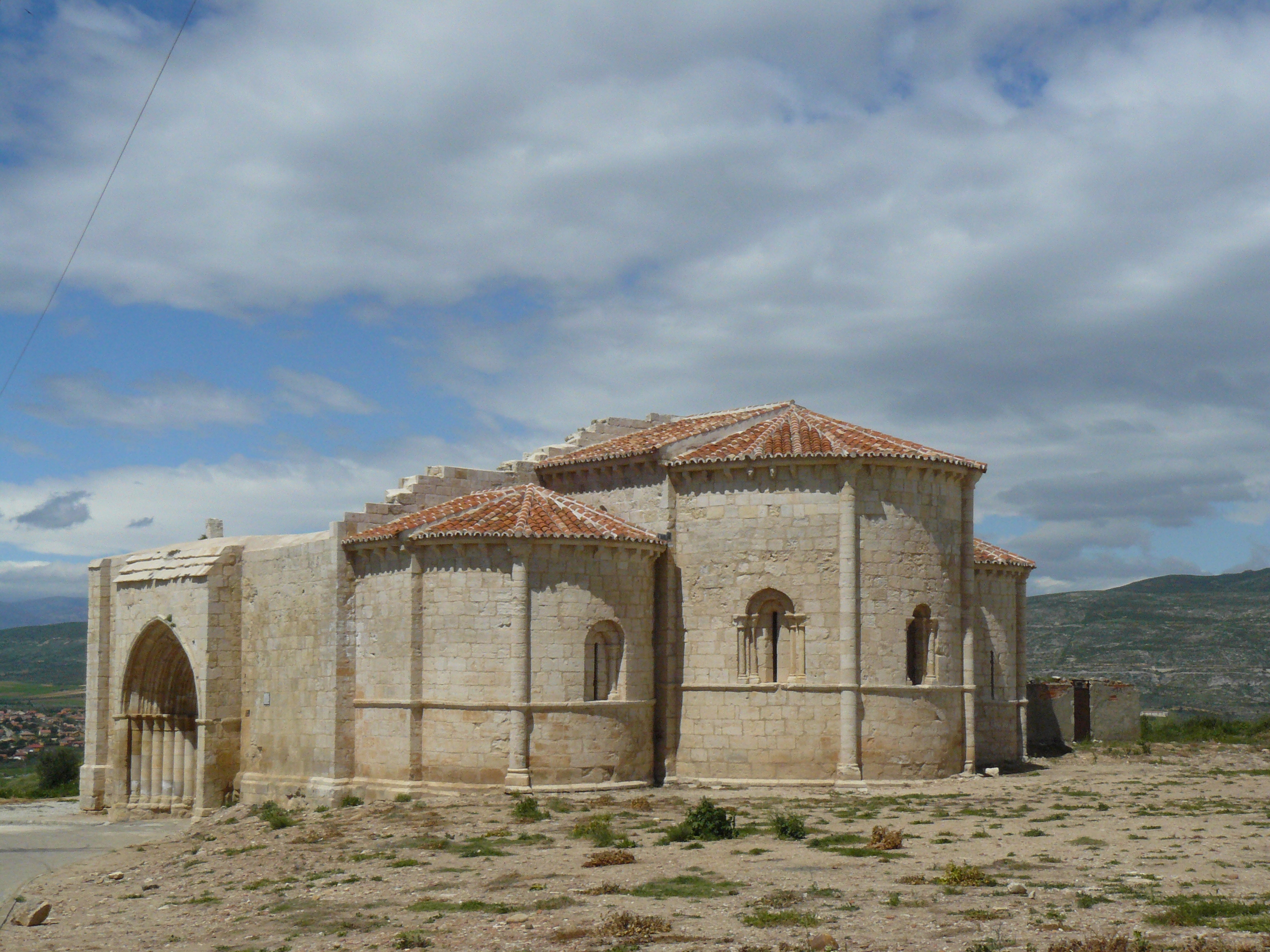
Iglesia de Santa María de la Varga de Uceda
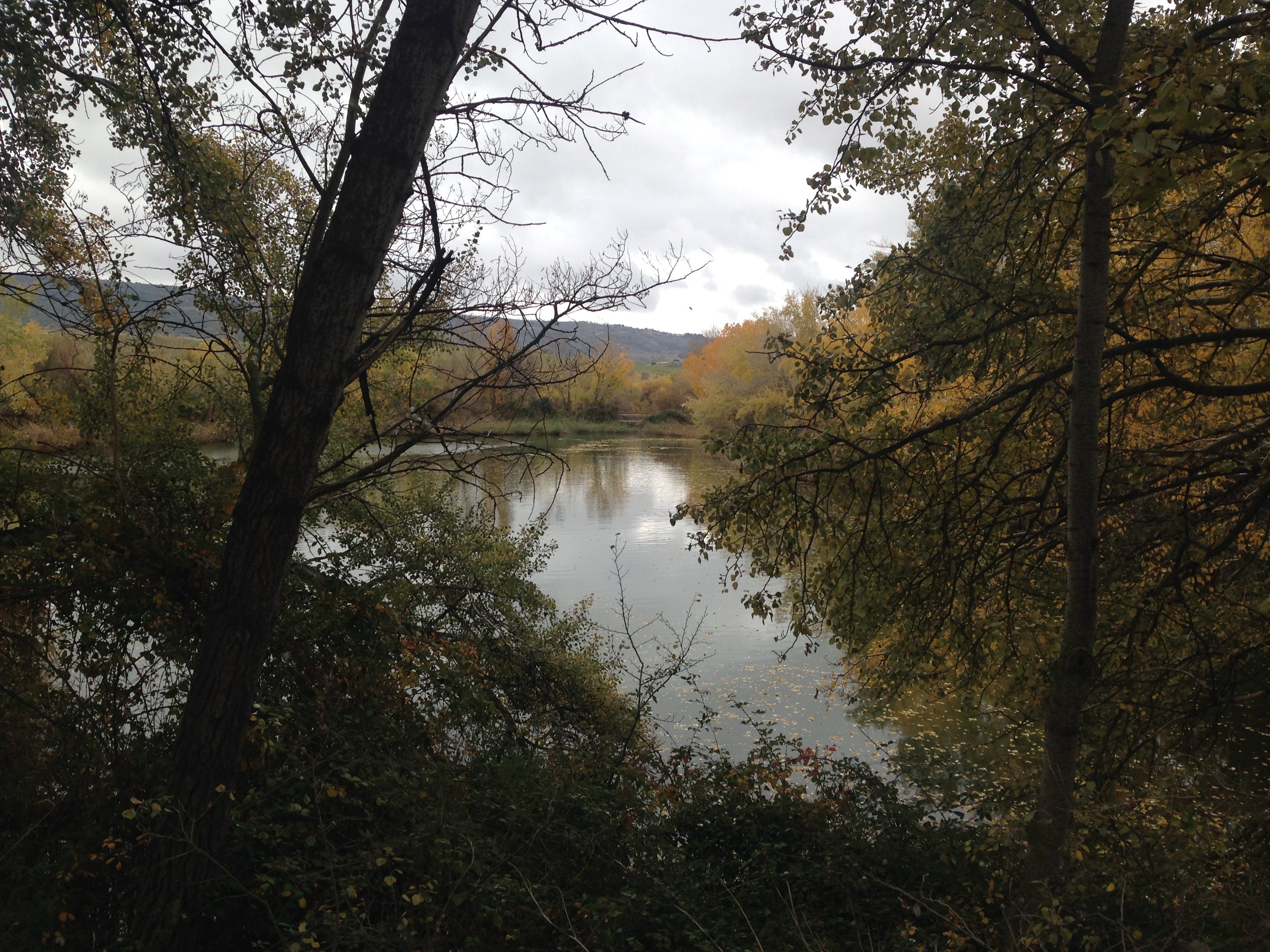
Reserva ornitológica de Azuqueca de Henares
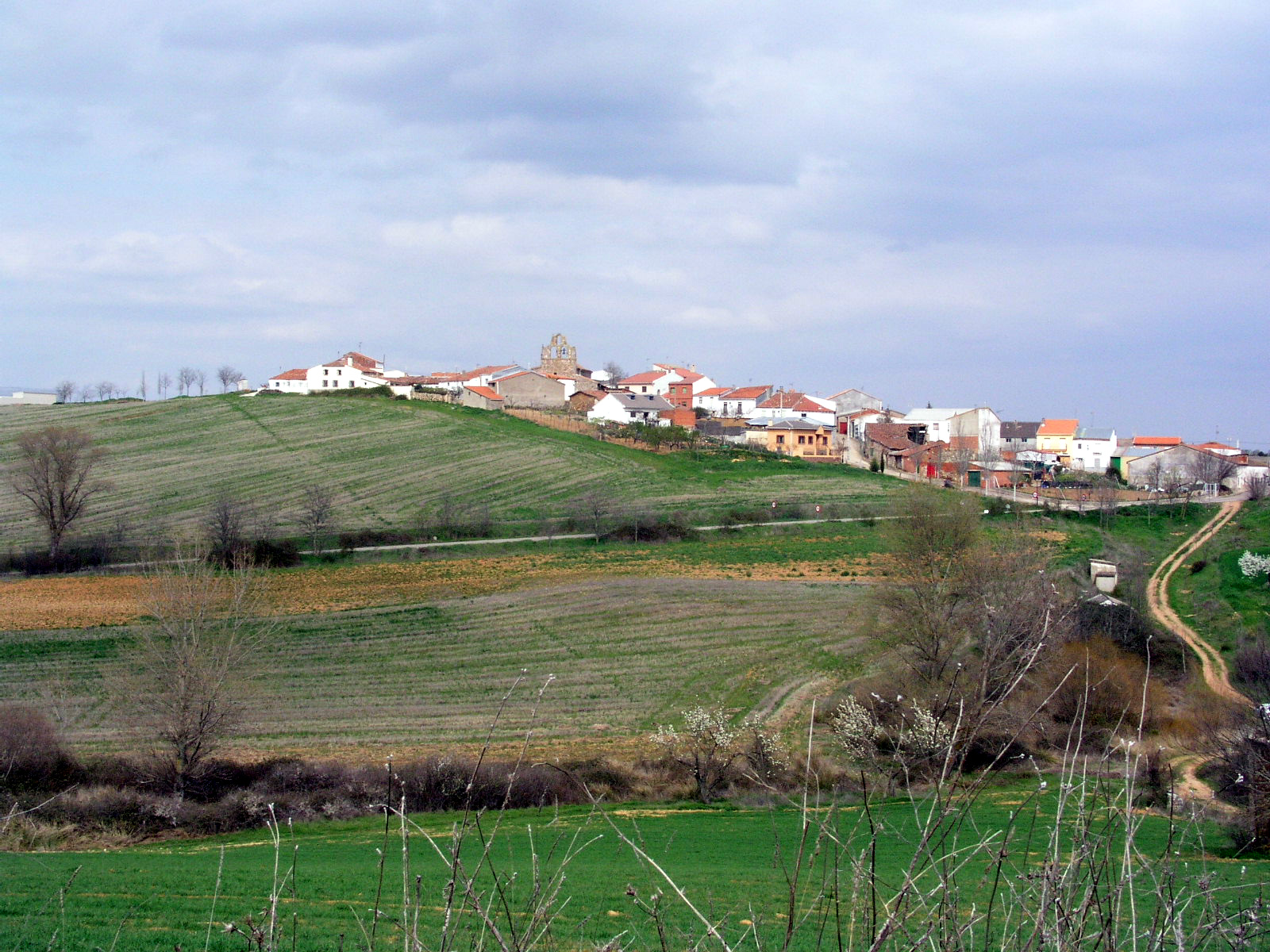
Puebla de Beleña
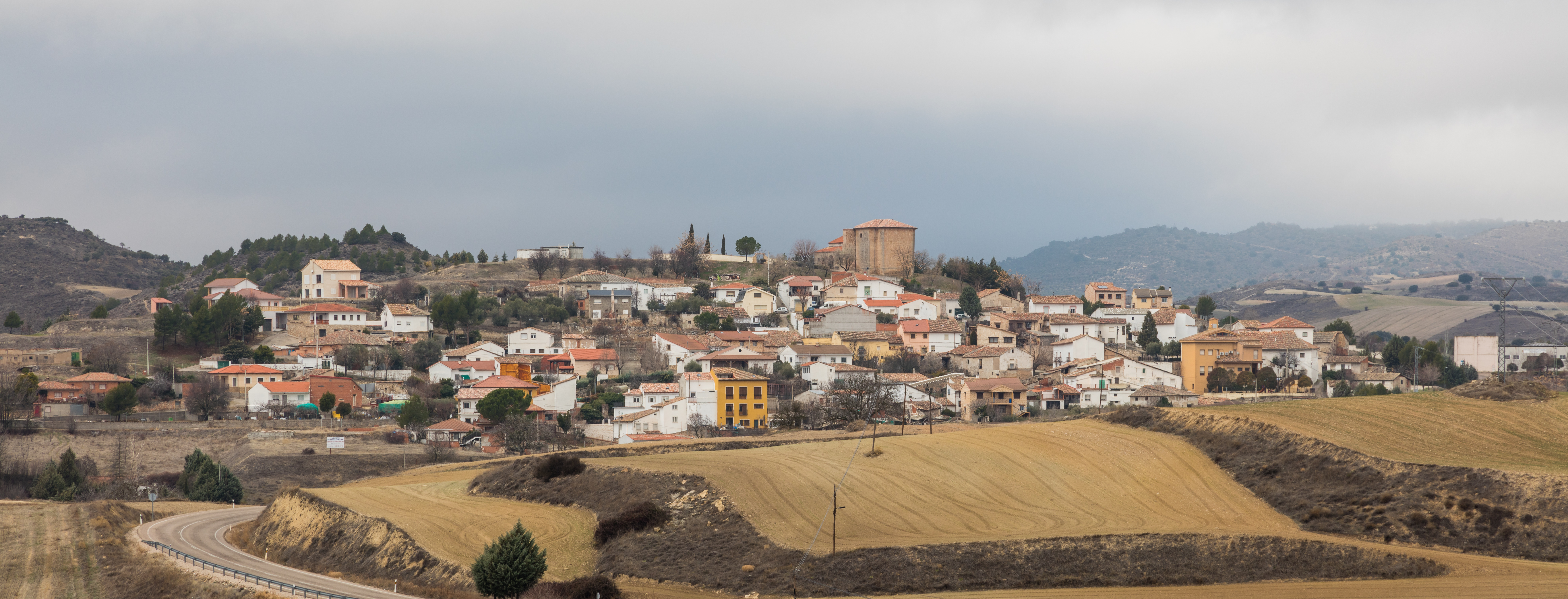
Fuencemillán
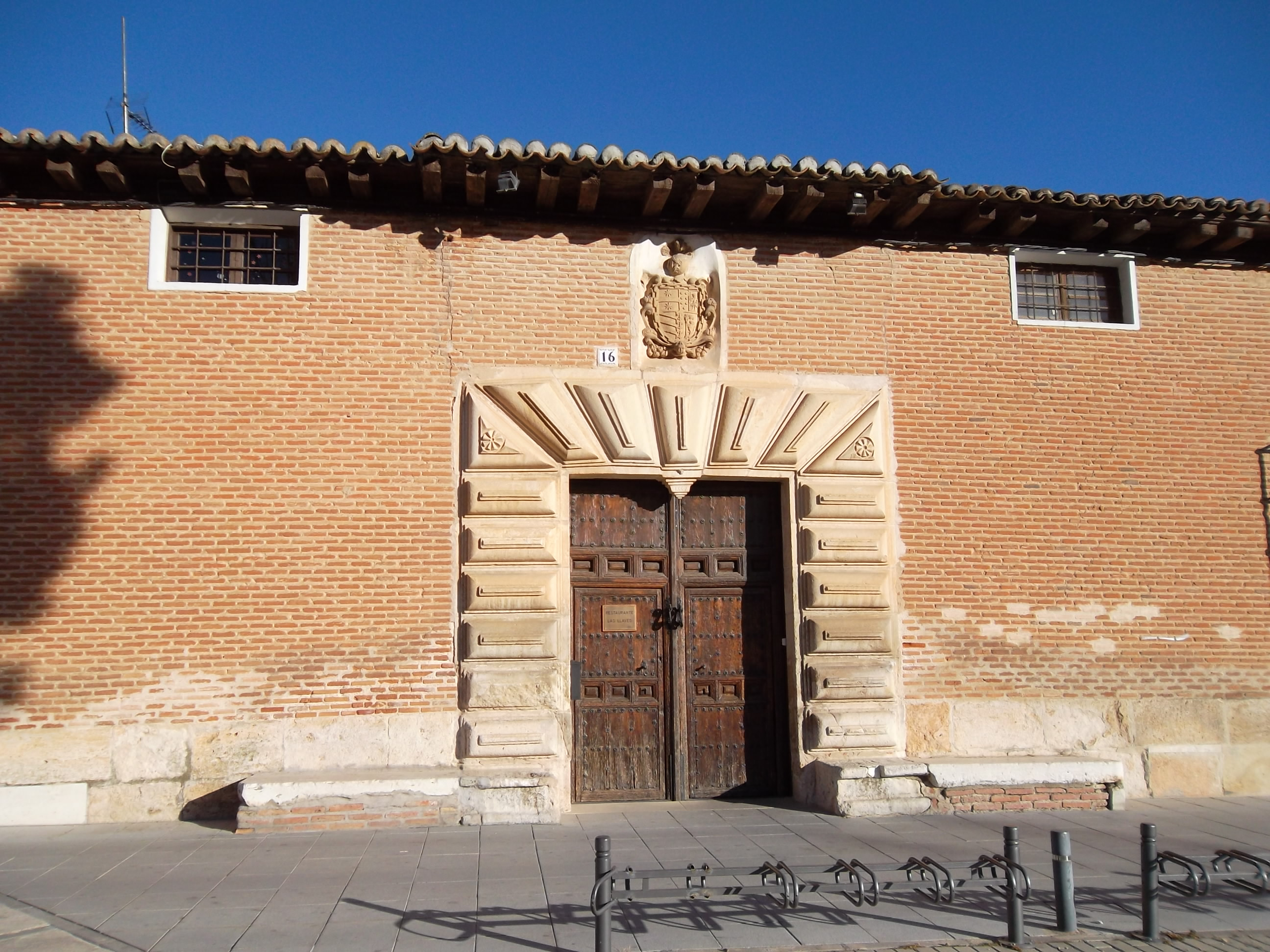
Palacio de los Ramírez de Arellano de Marchamalo
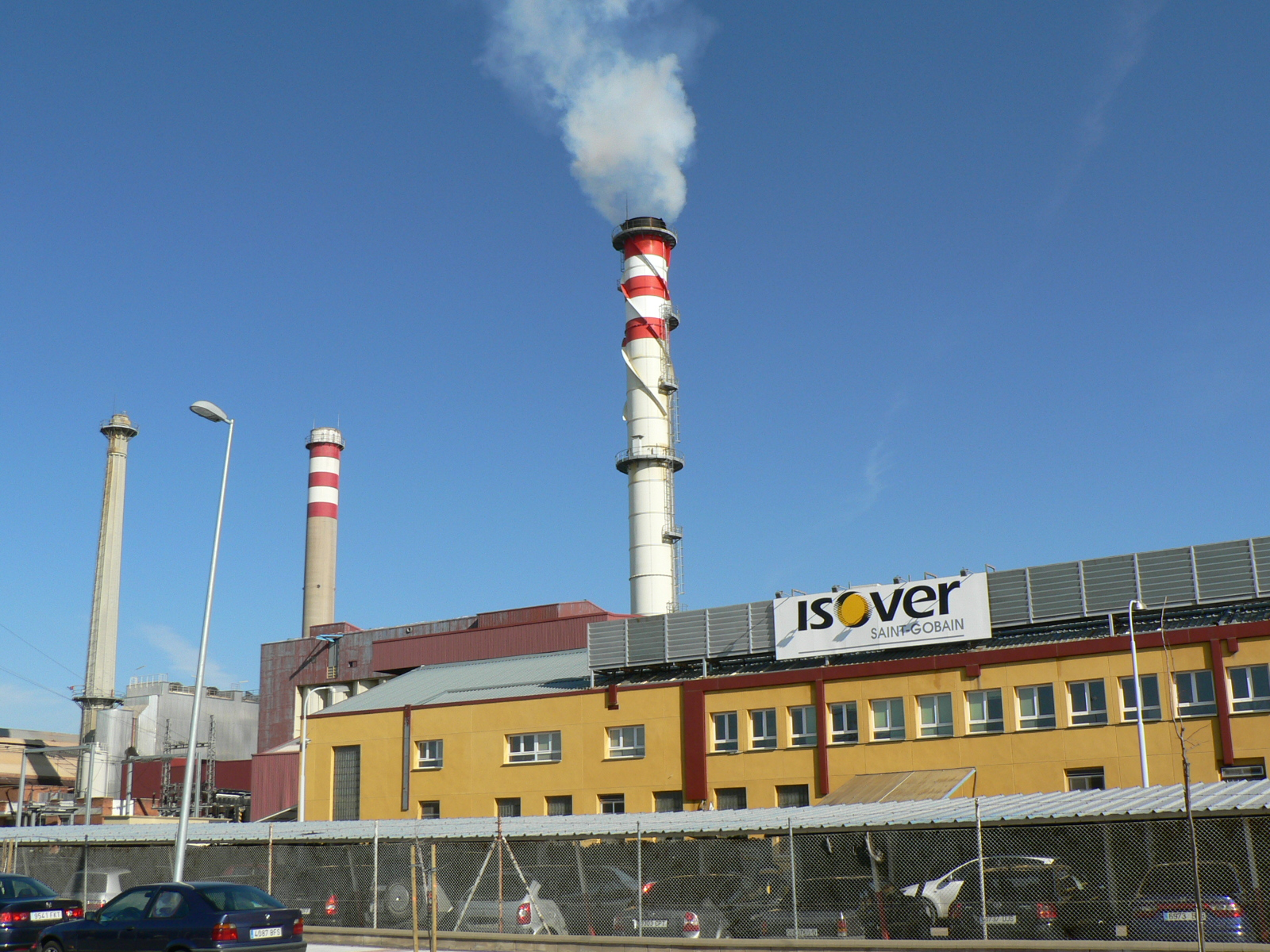
Actividad industrial del Corredor del Henares
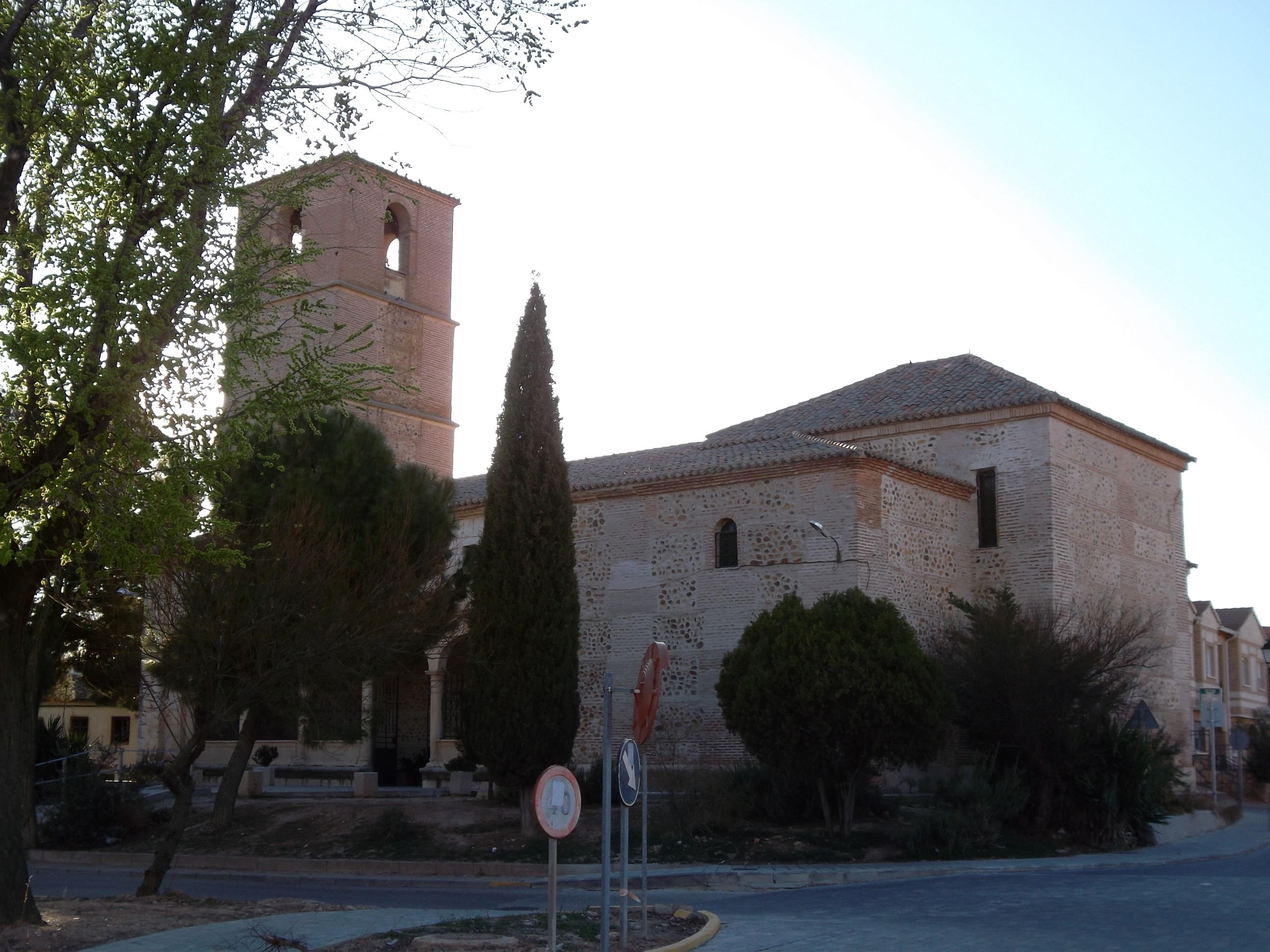
Iglesia de Santa María de Villanueva de la Torre